# Ремзен (Айова)
Ремзен (англ. Remsen) — місто (англ. city) в США, в окрузі Плімут штату Айова. Населення — 1678 осіб (2020).

## Географія
Ремзен розташований за координатами 42°48′53″ пн. ш. 95°58′21″ зх. д. / 42.81472° пн. ш. 95.97250° зх. д. (42.814619, -95.972604).  За даними Бюро перепису населення США в 2010 році місто мало площу 3,28 км², уся площа — суходіл.

## Демографія
Згідно з переписом 2010 року, у місті мешкали 1663 особи в 645 домогосподарствах у складі 436 родин. Густота населення становила 507 осіб/км².  Було 704 помешкання (215/км²).
Расовий склад населення:
| - 98,2 % — білих - 0,5 % — корінних американців - 0,2 % — азіатів - 0,1 % — чорних або афроамериканців |

До двох чи більше рас належало 0,5 %. Частка іспаномовних становила 1,9 % від усіх жителів.
За віковим діапазоном населення розподілялося таким чином: 27,8 % — особи молодші 18 років, 51,8 % — особи у віці 18—64 років, 20,4 % — особи у віці 65 років та старші. Медіана віку мешканця становила 41,4 року. На 100 осіб жіночої статі у місті припадало 90,3 чоловіків;  на 100 жінок у віці від 18 років та старших — 88,8 чоловіків також старших 18 років.
Середній дохід на одне домашнє господарство  становив 58 541 долар США (медіана — 51 339), а середній дохід на одну сім'ю — 70 436 доларів (медіана — 61 042). Медіана доходів становила 50 110 доларів для чоловіків та 30 204 долари для жінок. За межею бідності перебувало 5,6 % осіб, у тому числі 5,0 % дітей у віці до 18 років та 11,4 % осіб у віці 65 років та старших.
Цивільне працевлаштоване населення становило 908 осіб. Основні галузі зайнятості: освіта, охорона здоров'я та соціальна допомога — 24,0 %, виробництво — 15,4 %, роздрібна торгівля — 11,8 %, мистецтво, розваги та відпочинок — 8,7 %.